# NGC 5951
NGC 5951 (również PGC 55435 lub UGC 9895) – galaktyka spiralna z poprzeczką (SBc), znajdująca się w gwiazdozbiorze Węża. Odkrył ją William Herschel 19 marca 1787 roku.